# Vanja Gesjeva-Tsvetkova
Vanja Gesjeva-Tsvetkova (Brestovitsa, 6 april 1960) is een Bulgaars kanovaarster.
Gesjeva-Tsvetkova won tijdens de Olympische Zomerspelen 1980 de zilveren medaille in de K1 500m. Door de boycot van Oost-Europese landen in 1984 nam ze niet deel aan de Spelen dat jaar. Vier jaar later werd ze olympisch kampioen in de K1 500m en won ze een zilveren medaille in de K2 samen met Diana Paliiska ze won ook een bronzen medaille in de K4 500m samen met het Bulgaarse team.
Gesjeva-Tsvetkova werd een keer wereldkampioen, werd twee keer tweede en twee keer derde.

## Belangrijkste resultaten

### Olympische Zomerspelen
| Editie | Plaats | Resultaten              |
| ------ | ------ | ----------------------- |
| 1980   | Moskou | K1 500m                 |
| 1988   | Seoel  | K1 500m K2 500m K4 500m |

### Wereldkampioenschappen vlakwater
| Jaar | Plaats   | Resultaten        |
| ---- | -------- | ----------------- |
| 1977 | Sofia    | K2 500m           |
| 1978 | Belgrado | K4 500m           |
| 1983 | Tampere  | K1 500m           |
| 1986 | Montreal | K1 500m · K2 500m |

1948: Karen Hoff ·
1952: Sylvi Saimo ·
1956: Jelizaveta Dementjeva ·
1960: Antonina Seredina ·
1964: Ljoedmila Pinajeva-Chvedosjoek ·
1968: Ljoedmila Pinajeva-Chvedosjoek ·
1972: Joelia Rjabtsjinskaja ·
1976: Carola Zirzow ·
1980: Birgit Fischer ·
1984: Agneta Andersson ·
1988: Vanja Gesjeva ·
1992: Birgit Schmidt-Fischer ·
1996: Rita Kőbán ·
2000: Josefa Idem-Guerrini ·
2004: Natasa Janics ·
2008: Inna Osipenko-Radomska ·
2012: Danuta Kozák ·
2016: Danuta Kozák ·
2020: Lisa Carrington ·
2024: Lisa Carrington